# Michałówka (Łódź)
Pour les articles homonymes, voir Michałówka.
Michałówka (prononciation [mixaˈwufka]) est un village de la gmina de Piątek, du powiat de Łęczyca, dans la voïvodie de Łódź, situé dans le centre de la Pologne.
Il se situe à environ 3 kilomètres au nord de Piątek (siège de la gmina), 20 kilomètres à l'est de Łęczyca (siège du powiat) et 35 kilomètres au nord de Łódź (capitale de la voïvodie).
Sa population s'élevait à 52 habitants en 2010.

## Administration
De 1975 à 1998, le village était attaché administrativement à l'ancienne voïvodie de Płock.

Depuis 1999, il fait partie de la nouvelle voïvodie de Łódź.